# Dryopteris reflexosquamata
Dryopteris reflexosquamata är en träjonväxtart som beskrevs av Bunzo Hayata. Dryopteris reflexosquamata ingår i släktet Dryopteris och familjen Dryopteridaceae. Inga underarter finns listade.